# Kompar
Kompar är ett berg i Österrike.   Det ligger i distriktet Schwaz och förbundslandet Tyrolen, i den västra delen av landet, 400 km väster om huvudstaden Wien. Toppen på Kompar är 1 729 meter över havet.
Terrängen runt Kompar är bergig söderut, men norrut är den kuperad. Närmaste större samhälle är Schwaz, 14,5 km sydost om Kompar. 
Trakten runt Kompar består i huvudsak av gräsmarker. Runt Kompar är det ganska glesbefolkat, med 42 invånare per kvadratkilometer.